# Parafia Matki Bożej Częstochowskiej w Skarżysku-Kamiennej
Parafia Matki Bożej Częstochowskiej w Skarżysku-Kamiennej – rzymskokatolicka parafia w Skarżysku-Kamiennej, należąca do dekanatu skarżyskiego w diecezji radomskiej.

## Historia
Parafia została erygowana 1 lipca 1982 przez ks. bp. Edwarda Materskiego.

## Kościół
Kościół pod wezwaniem Matki Bożej Częstochowskiej w Skarżysku-Kamiennej, według projektu architekta Mirosława Holewińskiego i konstruktora Zbigniewa Jaworskiego, zbudowany został w latach 1983–1994 staraniem ks. Władysława Nowaka i ks. Zbigniewa Tuchowskiego. Poświęcił go 24 sierpnia 1997 bp Edward Materski. Jest to świątynia jednonawowa, zbudowana z cegły czerwonej.

## Zasięg parafii
Ulice: Działkowa, Kopernika (nr. 118–163), Kościelna, Książęca, Podlaska (numery nieparzyste), Rycerska, Turystyczna, Warszawska (nr. 93–319).

## Proboszczowie
- 1982–1992 – ks. Władysław Nowak
- 1992–2008 – ks. kan. Zbigniew Tuchowski
- od 2008 – ks. Adam Skalski